# لینزی پلاس
لینزی پلاس (انگلیسی: Lindsey Pelas؛ زادهٔ ۱۹ مهٔ ۱۹۹۱) یک هنرپیشه و مانکن اهل ایالات متحده آمریکا است.
از فیلم‌ها یا مجموعه‌های تلویزیونی که وی در آن‌ها نقش داشته‌است می‌توان به استخراج اشاره نمود.